# Chironomus laminatus
Chironomus laminatus är en tvåvingeart som först beskrevs av Jean-Jacques Kieffer 1918.  Chironomus laminatus ingår i släktet Chironomus och familjen fjädermyggor.
Artens utbredningsområde är Sri Lanka. Inga underarter finns listade i Catalogue of Life.